# بوب جرين وود
روبرت تشاندلر «بوب» جرين وود (بالإسبانية: Bob Greenwood)‏ (ولد في 13 مارس 1928 في سانانيا، سونورا وتوفي في 1 سبتمبر 1994 في هايوارد، كاليفورنيا)، الملقب ب «جريني»، كان لاعب بيسبول مكسيكي.

## وصلات خارجية
- بوب جرين وود على موقع دوري كرة القاعدة الرئيسي (الإنجليزية)
- بوب جرين وود على موقعبيزبول رفرنس.كوم (الدوري الرئيسي) (الإنجليزية)
- بوب جرين وود على موقعبيزبول رفرنس.كوم (الدوري الثانوي) (الإنجليزية)
- بوب جرين وود على موقع إي إس بي إن.كوم (أم.أل.بي) (الإنجليزية)
- بوب جرين وود على موقع مشجعي الرسوم البيانية (الإنجليزية)

- Profile at Baseball Almanac
- Baseball Reference